# Каунова Тетяна Іванівна
Тетяна Іванівна Каунова (нар.. 1 січня 1949, м. Усть-Каменогорськ, Казахська РСР, СРСР) — українська письменниця, член Національної спілки письменників України (1998). Дружина українського поета та перекладача Віктора Кордуна.

## Життєпис
Тетяна Каунова народилася 1 січня 1949 року в місті Усть-Каменогорську Казахстанської РСР. В 1972 році закінчила філологічний факультет Київський державний університет імені Тараса Шевченка. З 1986 року обіймала посаду редактора відділу поезії видавництва «Дніпро». У 1996 році була призначена генеральним директором Головного об'єднання правової інформації та пропаганди правових знань міністерства юстиції України. У 2007 році вийшла на пенсію.

## Творчість
Тетяна Каунова дебютувала у 1981 році добіркою віршів у журналі «Вітрила». Письменниця свої літературні твори пише українською та російською мовами. Для творчості характерний тонкий ліризм. Тетяна Каунова — авторка ряду поетичних збірок, серед яких: «Рождение луны» (1985), «Наугад раскрытое пространство» (1994; обидві побачили світ у Києві). Також твори письменниці увійшли до антології «Незнайома», яка вийшла 2005 року в львівському видавництві ЛА «Піраміда». Друкуються в українських часописах «Радуга», «Сучасність» та «Україна». В 2012 році підготувала книгу прозових творів «Ветер на зеленой крыше».

### Праці
- Кордун, Тетяна Іванівна. Полин тиші: вибр. поезії та проза / Тетяна Кордун. — К. : Український письменник, 2013. — 266 с. — ISBN 978-966-579-395-3